# 洞海機場
洞海機場 是位于越南廣平省洞海市的一座機場。机场从2004年9月开始建造，2008年5月完工。机场跑道長2400米，宽45米，投資约130萬美元，由越南机场总公司出资兴建。完成後，越南航空將開通新山一國際機場和內排國際機場到此機場航線。洞海機場完成後，可服務參觀世界遺產風牙者榜國家公園的旅游者。

## 本機場歷史
法屬殖民時期，法軍建築军用洞海機場（土跑道）。他們使用本機場來攻擊越南獨立同盟會 和老撾共产力量。越南戰爭時期，越南共產黨使用此機場來進攻越南共和國。1975年後，此機場被荒廢。
机场最大能力；300乘客每高峰小時，相当 500,000乘客每年。機場于2008年5月18日正式启用。越南總理已經批准機場開展規劃，該機場將扩建以服務远程飞机。

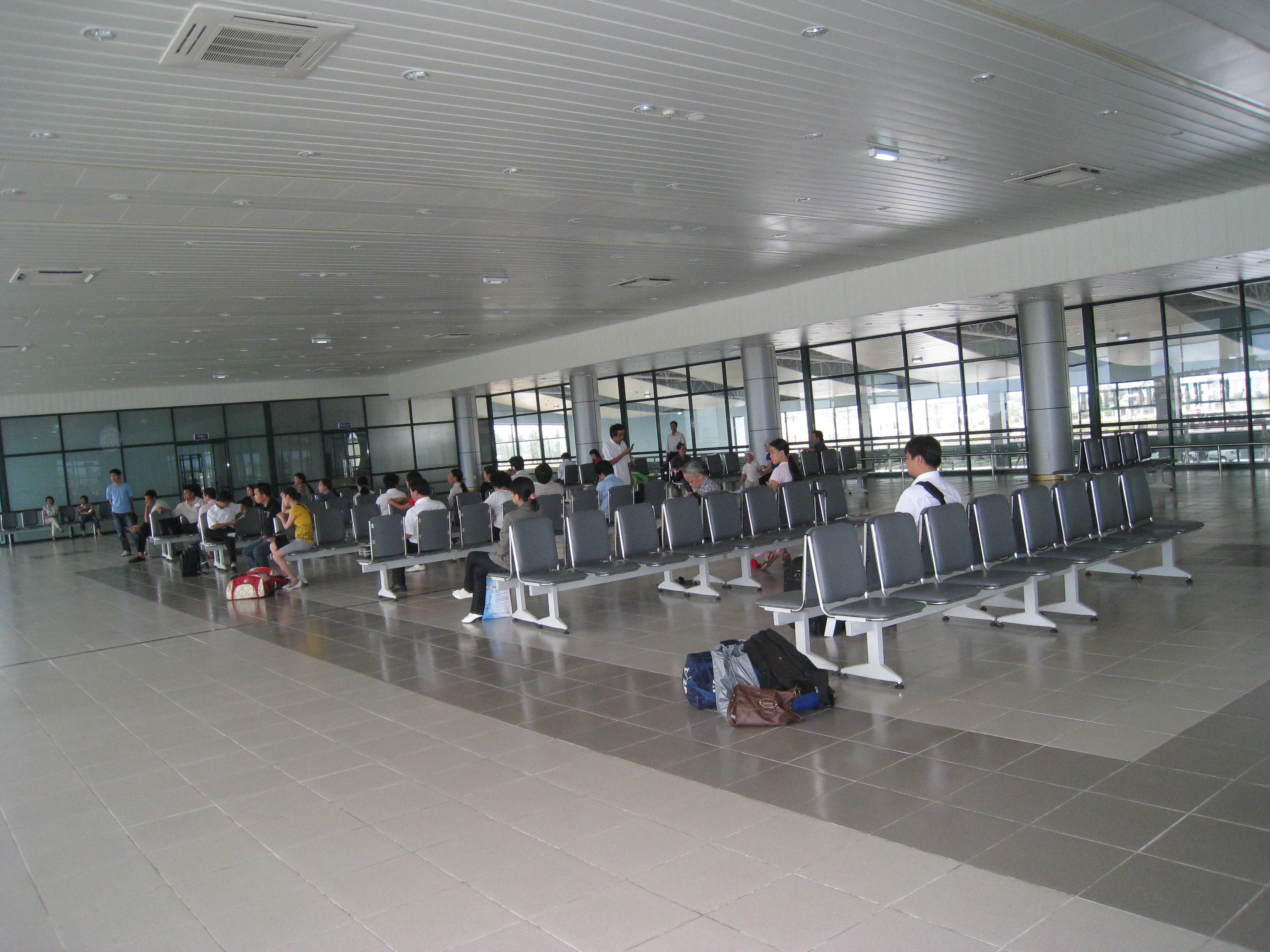
洞海機場

### 扩大项目

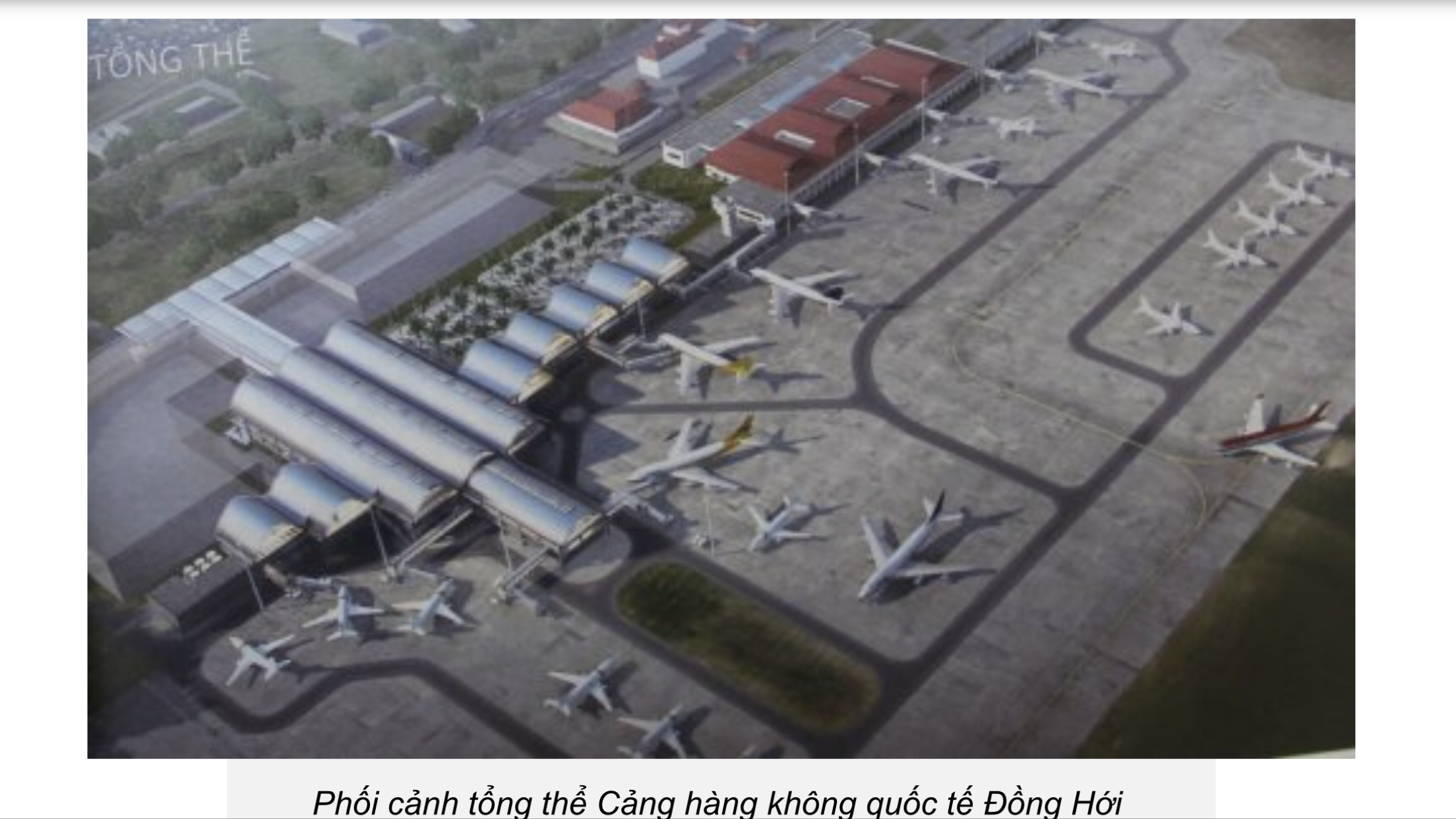
2020年7月 ， 洞海机场第二航站工程建设全面开工 ， 通航投入使用

越南交通部长和越南总理阮春福与2018年四月批准对此机场的扩大项目：
- 实现时间：2018年底到2020年底。
- 投资项目：延长跑道3600米、建筑两座航站楼（国内和国际大楼），最大能力十百万乘客每年。各辅助工程。
- 投资者：越南不动产暨旅行和航空FLC私人集团。这家集团也是越竹航空(Bamboo Airways)的母公司。

## 航運和路線

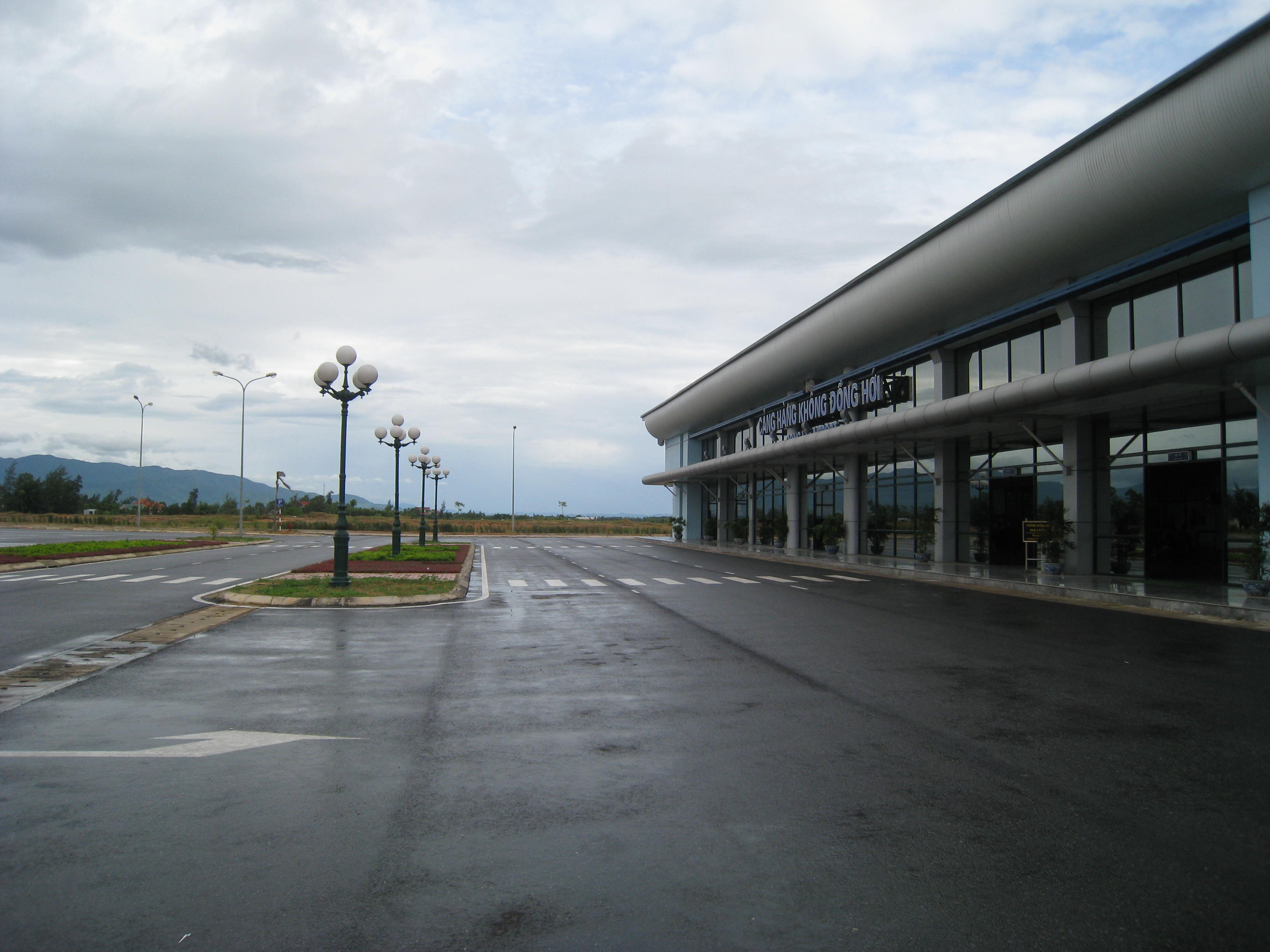
洞海機場

| 航空公司       | 目的地                                                |
| -------------- | ----------------------------------------------------- |
| 越捷航空       | 胡志明市, 河内, 台北-桃園、(包機）(自2025年3月31日起) |
| 越南航空       | 胡志明市，河内                                        |
| 捷星太平洋航空 | 胡志明市                                              |
| 越竹航空       | 胡志明市, 河内                                        |